# Musens sang
"Musens sang" er en dansk sang skrevet til filmen Mød mig på Cassiopeia fra 1951. Sangen har tekst af Børge Müller og musik af Kai Normann Andersen og fremført af Bodil Kjer.

## Sangteksten
I den romantiske komedie har komponisten John Berger (Hans Kurt) problemer med at få skrevet nogle numre til en operette, der snart skal have premiere. I sin desperation ønsker han sig at få hjælp fra en muse, og musen Polyhymnia forbarmer sig over ham og kommer ned til jorden, hvor hun manifesterer sig i skikkelse at en ung, smuk kvinde (Bodil Kjer). Berger får hul på bylden, men for musen opstår der problemer, idet hun forelsker sig hovedkulds i en flyverløjtnant (Poul Reichhardt), som Bergers kone også har vist interesse for. Zeus (Johannes Meyer), Polyhymnias far, er ikke tilfreds med sin datters aktiviteter og drager selv ned til Jorden for at bremse hende. Polyhymnia må indse, at en muse har det svært mellem himmel og jord.
Dette problem synger hun om i "Musens sang" med vendinger som "man er bare et fnug mellem himmel og jord". I løbet af de tre vers à otte linjer accentueres hendes dilemma ved, at "mellem himmel og jord" gentages seks gange, inden hun sørgmodigt indser, at hun nok hører til i himlen.

## Melodi
Kai Normann Andersens melodi er en langsom vals med en let melankolsk tone, der passer fint til den sørgmodige tekst. Der bygges for hvert vers et A-stykke op til to verselinjer, der gentages for linje 1-2, 3-4 samt 7-8, mens et B-stykke skaber dynamikken i linje 5-6.
Melodien til "Musens sang" er en af de 12 Andersen-sange, der kom med i kulturkanonen.

## Andre versioner
"Musens sang" er indspillet i flere andre udgaver. Ann-Mette Elten på Hot Hot (2000), Charlotte Munck i 2006 på albummet Danske Filmhits,  Birthe Kjær på albummet Dejlige danske... (2008) og Richard Ragnvald på En aften med... (2011).